# 费里耶尔城堡
费里耶尔城堡 （Château de Ferrières，法語發音：[ʃɑto də fɛʁjɛːʁ]）是一个罗斯柴尔德风格的法式城堡，由詹姆斯·罗斯柴尔德男爵建于1855-1859年，属于罗斯柴尔德家族，根据长子继承制规则通过父系继承。它被认为是法国最大，最豪华的19世纪的城堡，位于法国塞纳-马恩省的费里耶尔布里（Ferrières-en-Brie），在巴黎以东26公里。
费里耶尔城堡由英国建筑师约瑟夫·帕克斯顿设计。灵感来自英格兰白金汉郡的蒙特摩尔塔楼，是帕克斯顿为詹姆斯男爵的堂弟梅耶·阿姆谢尔·罗斯柴尔德建造的豪宅。詹姆斯男爵一看到蒙特摩尔塔楼，立刻就召唤帕克斯顿，吩咐说“兴建我的蒙特摩尔塔楼，但规模是其两倍”
城堡为新文艺复兴风格，受意大利文艺复兴建筑启发，每个角落都有方形塔楼，拥有面积达1.25平方公里的英国园林，是周围30平方公里的森林的一部分。中央大厅长37米，高18米，屋顶全玻璃天窗。1862年12月16日，拿破仑三世出席了费里耶尔城堡的开幕典礼。
詹姆斯男爵收购大量艺术品和雕像，用于装饰城堡的众多房间。
1870年至1871年普法战争期间，费里耶尔城堡被德国占领，是北德意志邦联首相奥托·冯·俾斯麦和法国外交部长朱尔斯·法夫尔的谈判地点。第二次世界大战中，德国人占领法国期间，再次占领费里耶尔城堡，这一次还掠夺了丰富的艺术收藏品。
城堡一直空置，直到1959年盖伊·罗斯柴尔德和他的新妻子玛丽-埃莱娜·罗斯柴尔德着手整修。从1959年起，他们定期在城堡举行派对，主题由伊夫·圣洛朗等艺术家和设计师亲自设计。宾客主要是贵族，其他包括碧姬·芭杜、格蕾丝·凯利和奥黛丽·赫本。
1975年，盖伊·罗斯柴尔德和他的妻子将城堡捐给巴黎大学，现在向公众开放。
罗曼·波兰斯基的电影《魔鬼手记》（2000年）的某些场景在费里耶尔城堡拍摄。
2014年，美國知名女歌手碧昂絲（Beyoncé) 兩首歌曲，partition 及 Jealous 皆在此城堡拍攝，其中partition 約有百分之八十的場景在城堡內！